# Савино (Болгарія)
Са́вино (болг. Савино) — село в Ямбольській області Болгарії. Входить до складу общини Тунджа.

## Населення
За даними перепису населення 2011 року у селі проживали 174 особи.
Національний склад населення села:
| Національність   | Кількість осіб | Відсоток |
| ---------------- | -------------- | -------- |
| болгари          | 149            | 97,4%    |
| цигани           | 4              | 2,6%     |
| турки            | 0              | 0%       |
| інша             | 0              | 0%       |
| не визначились   | 0              | 0%       |
| Всього відповіли | 153            |          |

Розподіл населення за віком у 2011 році:
Динаміка населення: